# Krompirjeva plesen
Krompirjeva plesen, znana tudi pod imenom paradižnikova plesen (znanstveno ime Phytophthora infestans), je gliva, ki okužuje liste, stebla in plodove krompirja in paradižnika ter velja za najpomembnejšo glivično bolezen teh dveh kultur. Okužba krompirja s to glivo je povzročila irsko veliko lakoto leta 1845.

## Opis bolezni
Pri krompirju se simptomi najprej pojavijo na robovih spodnjih listov v obliki temnih pik. V vlažnem vremenu se te pike hitro povečajo in združijo, tako da tvorijo temna področja z zabrisanim robom. Na spodnji strani lista se na robu pojavi 3-5 mm široko svetlo področje z micelijem.
Druga faza razvoja bolezni je okužba gomoljev, ki se pojavi le ob vlažnem vremenu. Takrat pride namreč namesto do raznosa sporangijev z vetrom, do spiranja sporangijev v tla. Zoospore, ki se sprostijo iz sporangijev, vzkalijo in vdrejo v gomolj preko lenticel ali pa preko poškodb na površini gomoljev. Okužba gomoljev z glivo se kaže kot pojav rjavkastih mehkih mest. Razvoj bolezni se nadaljuje v skladiščenih plodovih. Okužena mesta na gomoljih lahko služijo za vdor sekundarnim okužbam (npr. bakterija Erwinia carotovora), ki povzročajo vlažno gnilobo krompirja. Okuženi gomolji krompirja predstavljajo vir infekcije za naslednjo rastno sezono. Micelij glive namreč iz gomoljev preide neposredno v nadzemne dele rastline.
Pri paradižniku se pege največkrat pojavijo na robovih listov in so sprva svetlosive do svetlorjave barve in nepravilne oblike. Kasneje pege potemnijo in se začnejo sušiti. V vlažnem vremenu se na spodnji strani listov ob robu teh peg oblikuje umazano bela plesniva prevleka. Na steblih se okužba kaže kot pojav temnih eliptičnih peg, običajno na mestih, kjer izraščajo listni peclji. Predpogoj za okužbo je voda. V vlažnem poznem poletju ali jeseni gliva okuži tudi plodove, na katerih se pojavijo sprva manjše temnejše uleknjene pege s srebrnkastim nadihom. Na okuženem delu meso plodu otrdi in pogosto razpoka.